# Tozawa Masamori
Tozawa Masamori (戸沢政盛, 1585-16 mars 1648) est un vassal du clan japonais  des Tokugawa du début de l'époque d'Edo. Masamori est le fils de Tozawa Moriyasu. Il se range du côté des Tokugawa à la suite de la campagne de Sakigahara en 1600 et reçoit pour cela le domaine de Matsuoka (40 000 koku de revenus). Masamori est transféré dans la province de Dewa après 1622 (68 000 koku).

## Héraldique
- Nobori : douze rayures noires et blanches
- Grand étendard : trois ombrelles blanches
- Sashimono des messagers : un horo noir avec deux drapeaux
- Ashigaru : disque rouge sur fond bleu
- Petit étendard : cornes d'or au-dessus d'un disque rouge sur fond bleu
- Sashimono : comme les ashigaru, mais avec un panache

## Source de la traduction
- (en) Cet article est partiellement ou en totalité issu de l’article de Wikipédia en anglais intitulé « Tozawa Masamori » (voir la liste des auteurs).